# Santo Domingo Armenta
Santo Domingo Armenta là một đô thị thuộc bang Oaxaca, México. Năm 2005, dân số của đô thị này là 3022 người.